# Sint-Janscollege (Sint-Amandsberg)
Het Sint-Janscollege is een Vlaamse katholieke school voor secundair onderwijs in Sint-Amandsberg, deelgemeente van Gent. De school behoort tot de Scholengemeenschap Edith Stein, die verschillende katholieke scholen in Gent omvat.

## Campussen
Het Sint-Janscollege heeft twee verschillende campussen in Sint-Amandsberg. Dit zijn campus Visitatie en campus Heiveld. Het waren vroeger twee verschillende scholen. Visitatie (voorheen OLV Visitatie) is een voormalige school voor meisjes, Heiveld was een school voor jongens (voorheen Sint-Jan Berchmanscollege). De fusie dateert uit 2000. De twee campussen hebben verschillende campus-directeurs (Heiveld: Sabine Joos en Visitatie: Sylvie Boonen en als adjunct-directeur Katrien Lambrecht). De leerlingen zijn verdeeld over beide campussen, leerlingen van het 1e tot het 3e jaar zitten op campus Heiveld en leerlingen van het 4e tot het 6e jaar zitten op campus Visitatie.

## Richtingen
Op het Sint-Janscollege kunnen leerlingen Algemeen Secundair Onderwijs volgen. De school biedt geen studierichtingen uit het TSO, BSO of KSO aan.

## Gekende oud-leerlingen
Tot de oud-leerlingen van de school behoren:
- Eline Berings
- Lander Gyselinck
- Peter Monsaert
- Dirk Van Damme
- Helmut Lotti
- Pascal Platel

## Gebouwen
In de Visitatiestraat werd de school opgebouwd bij het klooster van de congregatie van de zusters van Onze-Lieve-Vrouw Visitatie. De gronden voor de congregatie aan de Visitatiestraat tot aan de Gerard- en de Halvemaanstraat werden gekocht in 1848. De school, aanvankelijk een lagere school en een noviciaat opende in 1850. De uitbreiding, met een secundaire school volgde nadien.
De eerste gebouwen op campus Heiveld dateren uit 1947, en behoorden tot het Heilig-Hartklooster. Er werd een lagere school ingericht die deel uitmaakte van het Sint-Lievenscollege. De humaniora voor jongens werd onafhankelijk in 1966. In 2016 werd met een bijkomend nieuw gebouw op campus Heiveld de capaciteit van de school uitgebreid.